# 동아티키현
동아티키현(Νομός Ανατολικής Αττικής)은 그리스 아티키주의 한 현이다. 현 소재지는 팔리니 시이며, 동아티키현은 아테네 도시군의 동쪽 부분을 이루고, 동쪽으로는 교외 지역도 포괄한다. 